# Schaduwzuster
 Schaduwzuster  is een  literaire thriller van Simone van der Vlugt, uitgegeven in 2005 door Anthos. De extraverte Marjolein en introverte Marlieke, die in de schaduw van haar zus leeft, vertellen om beurten het verhaal.

## Verhaal
De hoofdpersonen zijn:
- Marjolein van Woerkom, getrouwd met Raoul Salentijn. Ze is 30 jaar, heeft een 6 jaar oude dochter Valerie en woont in een mooi huis aan de Juliana van Stolberglaan in Hillegersberg dat haar ouders Maarten en Rosalie voor haar gekocht hebben. Ze is docente Nederlands op het fictieve “Rotterdam College”.

- Marlieke van Woerkom, onderdeel van een twee-eiige tweeling en 15 minuten jonger dan Marjolein. Ze heeft  een eigen fotostudio. Evenals haar zus hoeft ze zich financieel geen zorgen te maken omdat haar ouders uit een rijk adellijk geslacht stammen.

- Bilal Assrouti, 19 jaar en bezig aan zijn eindexamenjaar VWO op het Rotterdam College. Hij noemt de vlot geklede Marjolein op een kwade dag een prostitué en trekt een mes als Marjolein een ogenblik nadrukkelijk naar zijn schaamstreek kijkt.

- Jan van Osnabrugge. Hij is de directeur van het Rotterdam Collega, dat gevangen zit in zijn reputatie als  “Zwarte school”.

- Sylvie en Thomas, respectievelijk de beste vriendin en beste vriend van Marlieke; twee tegenpolen die tot Marieke haar verrassing ook samen iets lijken te hebben.

Na het incident met het mes vlucht Marjolein haar klas uit en bespreekt  de situatie met directeur Jan. Bilal wordt naar een dependance verbannen, maar mag zijn eindexamenjaar afmaken. Vervolgens wordt de auto van Marjolein zwaar mishandeld en ontvangt ze een dreigbrief bij haar thuis. Ze besluit de politie alsnog in te lichten zonder aangifte te doen. De politie kan niet veel tegen Bilal ondernemen, zelfs niet als Marjolein voor de deur van haar huis wordt doodgeschoten.
Het Rotterdam College komt door de laffe moord in een neerwaartse spiraal en veel docenten moeten ontslagen worden, waaronder Luuk, een homoseksuele leraar, die bewust niets over zijn geaardheid had durven vertellen op deze Zwarte school. Rechercheur Noorda komt met een kleine aanwijzing over het moordwapen. Het is een politiewapen, een Walther P5, dat jaren geleden is ontvreemd van een Amsterdamse collega Hubert Ykema. Marlieke zoekt de confrontatie met Bilal, die haar een lesje leert en haar uit zijn taxi zet midden in het Kralingse Bos. 
Marlieke  wordt spontaan benaderd door de moeder van Sylvie, die na jaren graag weer contact wil met haar dochter. Ze vertelt terloops dat ze onlangs getrouwd is met haar jarenlange vriend, Bert Ykema. Marlieke knoopt Bert aan Hubert en doet een brutale huiszoeking bij Sylvie, waar ze plakboeken vindt van de geheime relatie van Sylvie met Raoul. Sylvie overhandigt haar nu zelfs nietsvermoedend het moordwapen, waarmee Marlieke naar de politie holt.
Uiteindelijk blijkt alles toch weer een slag anders te liggen. Thomas bekent Marlieke het pistool zonder toestemming even geleend te hebben en vervolgens Marjolein te hebben omgebracht. Hij vond dat Marlieke te veel overschaduwd werd door haar tweelingzus en nu meer kansen krijgt om haar eigen keuzes te maken. Na de bekentenis drogeert Thomas Marlieke met  ghb, en overlijdt hij zelf door een overdosis van datzelfde middel.